# The London Concert
The London Concert —  концертный альбом Профессора Лонгхейра, выпущенный в 1981 году. Лауреат 2nd Blues Music Awards 1981 года в номинации «Альбом года» .

## Об альбоме
В 1978 году Джон Стедман из JSP Records привёз Профессора Лонгхейра в Лондон, где 26 марта 1978 года был организован концерт в New London Theatre, зале с великолепной акустикой. В сопровождении только своего аккомпаниатора на конгах Альфреда Робертса, играющий на рояле высшего класса, Лонгхейр представил впечатляющий, энергичный и интимный сет. 
Как отмечает обозреватель Стив Легетт: «Это типичное весёлое шоу Профессора Лонгхейра с великолепным звуком, когда он исполняет „Big Chief“, „Tipitina“, „Go to the Mardi Gras“, „Hey Now Baby“ и другие стандарты с теплотой, жизненной силой и воодушевлением, с Робертсом, запечатленным в каждой ноте…Лонгхейр отыграл сотни таких выступлений в бесчисленных заведениях и клубах Нового Орлеана, но услышать его так хорошо записанным — это не что иное, как долгожданное благословение». 
Альбом впоследствии был переиздан в Чехии, Великобритании и Германии под названием Live In London с добавлением одного бонус трека «P.L. Boogie»
«Уникальность альбома в том, что это почти сольная запись фортепиано/вокала. Единственный фон — конги от давнего товарища. Альфреда Уганды Робертса. Взаимодействие между фортепиано и конго действительно выдвигает ритм на передний план» 
«Эти двое мужчин идеально заполняют пространство. „Whole lotta lovin'“, „Go to the Mardi Gras“, „Big chief“ и „Rockin' with Fess“ особенно живые и хорошо исполненные. Этот уютный концерт занимает особое место в дискографии артиста. Возможно, менее известный, чем другие диски, он, несомненно, является крупным сценическим свидетельством творчества музыканта» .

## Список композиций
| №  | Название               | Длительность |
| -- | ---------------------- | ------------ |
| 1. | «Mess Around»          | 4:24         |
| 2. | «Hey Now Baby»         | 4:06         |
| 3. | «Whole Lot Of Loving»  | 2:45         |
| 4. | «Go To The Mardi Gras» | 2:50         |
| 5. | «Bald Head»            | 3:10         |
| 6. | «Tipitina»             | 3:54         |

| №   | Название                                                           | Длительность |
| --- | ------------------------------------------------------------------ | ------------ |
| 7.  | «Big Chief»                                                        | 3:27         |
| 8.  | «Every Day I Have The Blues»                                       | 3:59         |
| 9.  | «Hey Little Girl»                                                  | 3:20         |
| 10. | «Lovely Lady»                                                      | 2:52         |
| 11. | «Medley: She Walked Right In / Shake Rattle & Roll / Sick & Tired» | 3:24         |
| 12. | «Rockin' Pneumonia»                                                | 1:16         |
| 13. | «Rockin' With Fess»                                                | 2:44         |

## Участники записи
- Профессор Лонгхейр   — вокал, фортепиано
- Альфред «Уганда» Робертс  — конги

Производство
- Джон Стедман — продюсер, аннотация
- Шенни Стедман — дизайн конверта